# GAK-zeskamp
De GAK-zeskamp (ook bekend als het GAK-toernooi) was een eenmalig schaaktoernooi dat tussen 11 en 16 december 1963 werd gespeeld in Amsterdam. Deelnemers aan het toernooi waren de internationale grootmeesters Michail Botwinnik en Salo Flohr, aangevuld met vier bekende schakers uit Nederland, waaronder regerend Nederlands kampioen schaken Frans Kuijpers en voormalig Nederlands kampioen Jan Hein Donner. Botwinnik won het toernooi.
De naam van het toernooi verwijst naar de toernooilocatie, het GAK-gebouw aan het Bos en Lommerplantsoen in Amsterdam, en het zestal deelnemers. De organisatie lag in handen van de Hoofdstedelijke Schaakbond.

## Achtergrond

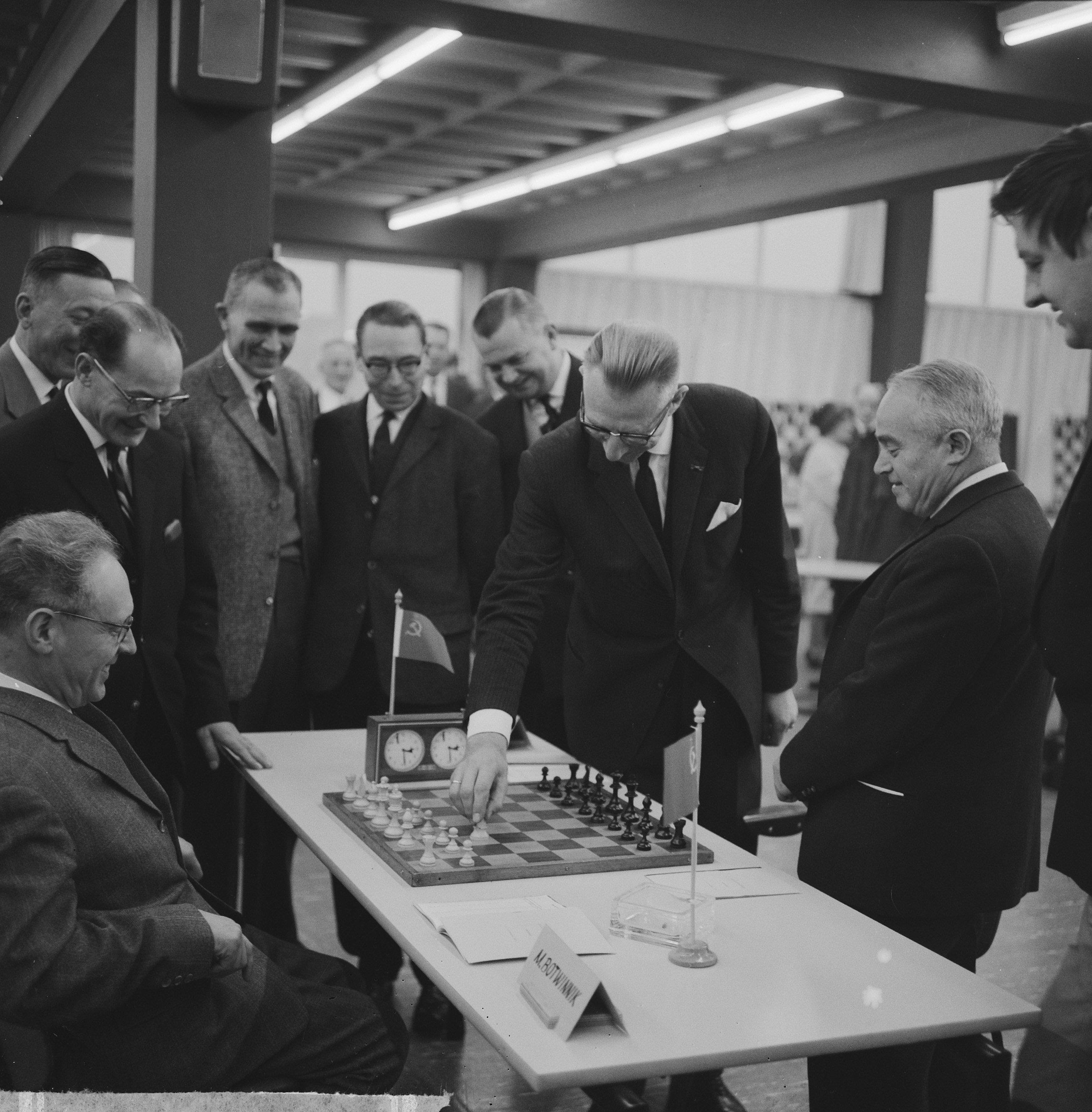
Goos van 't Hull verricht de openingszet.

In december 1963 kwamen de internationale grootmeesters Botwinnik en Flohr naar Nederland voor een tournee van vier weken. Tijdens deze tournee zouden zij enkele simultaanseances spelen in diverse steden in Nederland, deelnemen aan diverse schaakmanifestaties en demonstratiewedstrijden spelen tegen een aantal bekende Nederlandse schakers.
De tournee ving aan met het GAK-toernooi. Aan het toernooi deden zes schakers mee. De samenstelling van het deelnemersveld was grotendeels hetzelfde als het Caltex-toernooi in Wageningen (1958), behalve dat Frits Roessel nu vervangen was door Frans Kuijpers.
Bij de openingsceremonie hielden Wim Misset, voorzitter van de Hoofdstedelijke Schaakbond, en Henk van Steenis, voorzitter van de KNSB, toespraken. Directeur van het GAK en voormalig wethouder van Amsterdam Goos van 't Hull, mocht de openingszet doen in de partij tussen Botwinnik en Flohr. Dat leverde nog een grappig tafereel op. Van tevoren had Van 't Hull de keuze kregen uit de volgende openingszetten: 1. c4, 1.d4, 1.e4, 1.Pf3. Van 't Hull speelde echter 1.d3, waardoor de opening opnieuw diende te geschieden.

## Uitslag en kruistabel
Resultaten en uitslag:
| # | Naam                | Score | 1  | 2  | 3  | 4  | 5  | 6  |
| - | ------------------- | ----- | -- | -- | -- | -- | -- | -- |
| 1 | Michail Botwinnik   | 4     | xx | ½  | ½  | 1  | 1  | 1  |
| 2 | Salo Flohr          | 3½    | ½  | xx | ½  | ½  | 1  | 1  |
| 3 | Hans Bouwmeester    | 3     | ½  | ½  | xx | ½  | ½  | 1  |
| 4 | Jan Hein Donner     | 2½    | 0  | ½  | ½  | xx | 1  | ½  |
| 5 | Frans Kuijpers      | 1½    | 0  | 0  | ½  | 0  | xx | 1  |
| 6 | Theo van Scheltinga | ½     | 0  | 0  | 0  | ½  | 0  | xx |

Met zijn overwinning won Botwinnik 400 gulden. Flohr en Bouwmeester kregen 250, respectievelijk 150 gulden.

## Trivia
Het GAK-gebouw zou een jaar later gastheer zijn van het Interzonetoernooi van Amsterdam, een kwalificatietoernooi voor het Wereldkampioenschap schaken.